# Evangelio de los cuatro rincones y quicios del mundo
El Evangelio de las cuatro rincones celestiales o Evangelio de los cuatro rincones del mundo es uno de los apócrifos del Nuevo Testamento, perdido hoy y conocido solo por citas de otras obras.

## Historia
Maruta de Martirópolis, menciona un texto con este nombre en su obra De Sancta Synodo Nicaena en una nota sobre los simonianos en una sección más amplia sobre herejías:
“Y ellos (estos infieles simonianos) se hicieron un evangelio, lo dividieron en cuatro volúmenes y lo llamaron el 'Libro de las regiones del mundo'.
 Sibi autem perfidi isti (sc. Haeretici Simoniani) evangelium effinxerunt, quod en quattuor se convierte en átomos librum quattuor angulorum et cardinum mundi appellarunt. "
- Maruta, De sancta synodo Nicaena.
El teólogo Adolf von Harnack considera que este comentario es confiable y considera que este es uno de los libros que circulaban entre los cristianos en ese momento y que supuestamente fue escrito por Simán Mago y sus discípulos.  El título de la obra recuerda una famosa teoría de Ireneu de Lyon sobre el evangelio cuádruple:
“No se puede admitir que hay nada más y nada menos que cuatro evangelios, ya que hay cuatro regiones del mundo donde vivimos, y cuatro vientos de los cuatro puntos cardinales, y, por otro lado, la Iglesia se extiende por todo el país  y el Evangelio y el Espíritu de vida son los pilares y fundamentos de la Iglesia, se sigue que esta Iglesia tiene cuatro pilares ... ”
- Ireneu de Lyon, Adversus Haereses III 11,8.
En cualquier caso, el título de esta obra y su división en cuatro volúmenes, cada uno dedicado a un punto cardinal, parece indicar que este apócrifo atribuido a los simonios pretendía ser un evangelio universal, si no "el" evangelio universal.  Sin embargo, como la obra se perdió, no sabemos nada más e incluso su existencia sigue siendo dudosa.